# Пек, Грегори
Э́лдред Гре́гори Пек (англ. Eldred Gregory Peck; 5 апреля 1916 — 12 июня 2003) — американский актёр театра и кино, один из наиболее значимых голливудских актёров XX века, звезда 1940—1970-х годов. Лауреат премии «Оскар» в номинации «Лучший актёр» за роль адвоката Аттикуса Финча в драме «Убить пересмешника» (1962). В 1999 году Пек занял двенадцатую строчку в списке 100 величайших киноактёров в истории по версии Американского института киноискусства.

## Биография

### Юность
Грегори Пек родился 5 апреля 1916 года в прибрежном городке Ла-Холья (англ. La Jolla), штат Калифорния, вблизи Сан-Диего, в католической семье аптекаря Грегори Пека и его жены Бернис Мэй Пек. Мать ушла от отца, когда Пеку было всего три года. Отец Пека был смешанного происхождения — английского по отцу, ирландского по матери, а мать была шотландкой по отцу и англичанкой по матери. Отец Пека был потомственным католиком, и мать Грегори перешла в католицизм при заключении брака. Мальчика воспитывала его бабушка Кейт Эйерс. Пек учился в военной академии Сент-Джон в Лос-Анджелесе и в Калифорнийском университете в Беркли.
За учёбу Пек платил сам, работая дворником, официантом, посудомойщиком. В университете Пек особое внимание уделял литературе и актёрскому мастерству, выступал на подмостках университетского театра. В 1939 году он получил степень бакалавра наук, однако решил пойти по актёрской стезе и отправился в Нью-Йорк. Бродвей принял его негостеприимно, и Пек вынужден был работать зазывалой на ярмарках и билетёром в мюзик-холле «Радио-сити». Затем он стал гидом при телестудии Эн-би-си и даже — на какое-то время — манекенщиком.

### Начало карьеры
Серьёзное увечье освободило его от военной службы в годы Второй мировой войны. К тому же ему повезло, и он получил стипендию, которая позволила ему пройти курс актёрского мастерства по методу Станиславского. После двух театральных сезонов Пек прорвался на Бродвей. Все три спектакля, в которых он играл на бродвейских подмостках, «прогорели», но игра самого Пека была встречена театральной критикой положительно. Заметил его и Голливуд. В 1944 году Пек сыграл роль русского партизана в кинофильме «Дни славы», где его партнёром по фильму была Тамара Туманова. После окончания войны фильм «Дни славы» был объявлен маккартистами «коммунистической пропагандой», а в Советском Союзе распространился слух, что Пек по происхождению русский.

### Успех в Голливуде

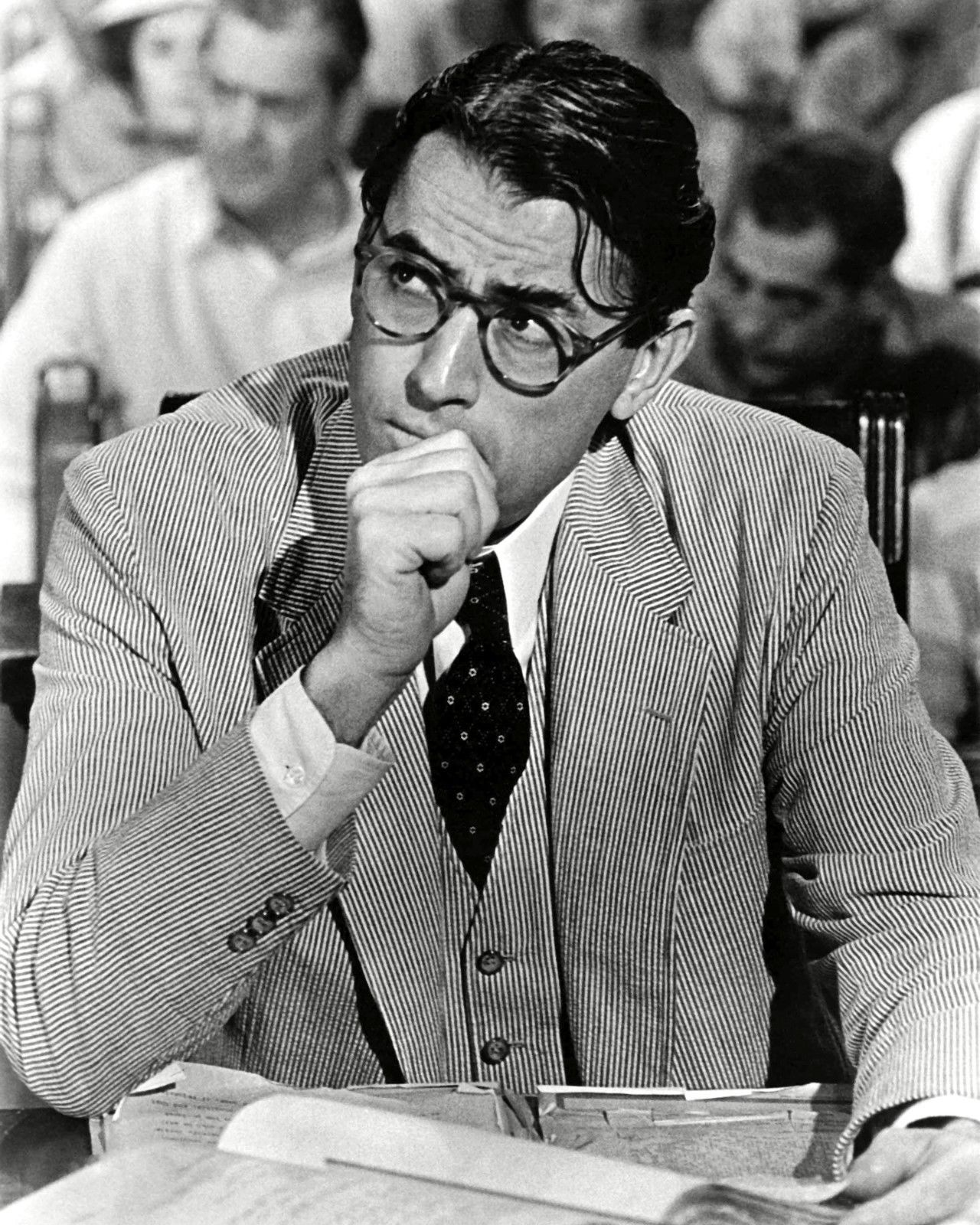
Пек в роли Аттикуса Финча в фильме 1962 года «Убить пересмешника»

В том же 1944 году Пек снялся в фильме «Ключи царства», где сыграл роль благородного священника. Фильм принёс Пеку статус звезды. Поскольку большинство голливудских звёзд служили в то время в армии, Пек был нарасхват. Тем не менее это не вскружило ему голову. Он весьма придирчиво выбирал роли и сценарии, избегал замыкаться в пределах какого-то одного амплуа и старался, сколько мог, защитить свою независимость. В 1946 году — первая номинация на премию «Оскар».
За пятьдесят лет работы в кино Пек снялся более чем в пятидесяти фильмах. Несколько раз его номинировали на «Оскар», но только один раз ему удалось получить заветную статуэтку — за кинокартину «Убить пересмешника», в которой он сыграл роль адвоката Аттикуса Финча. Фильм вышел на экран в 1962 году, когда США стали ареной борьбы за гражданские права чёрных, и сразу же явился событием не только кинематографическим, но и общественно-политическим.
Даже став звездой первой величины, Пек продолжал время от времени выступать в своем родном городе в небольшом театрике «Плейхауз», который он основал вместе с Мелом Феррером в 1947 году. А под конец жизни он исколесил почти всю Америку с сольным шоу под названием «Разговоры с Грегори Пеком», где рассказывал о себе, отвечал на вопросы слушателей. В 1987 году посетил СССР.
Скончался Грегори Пек у себя дома в Лос-Анджелесе 12 июня 2003 года от кардио-респираторной недостаточности и бронхопневмонии в возрасте 87 лет. Похоронен в стене крипты католического Собора Нашей Царицы Ангелов в Лос-Анджелесе.

### Личная жизнь

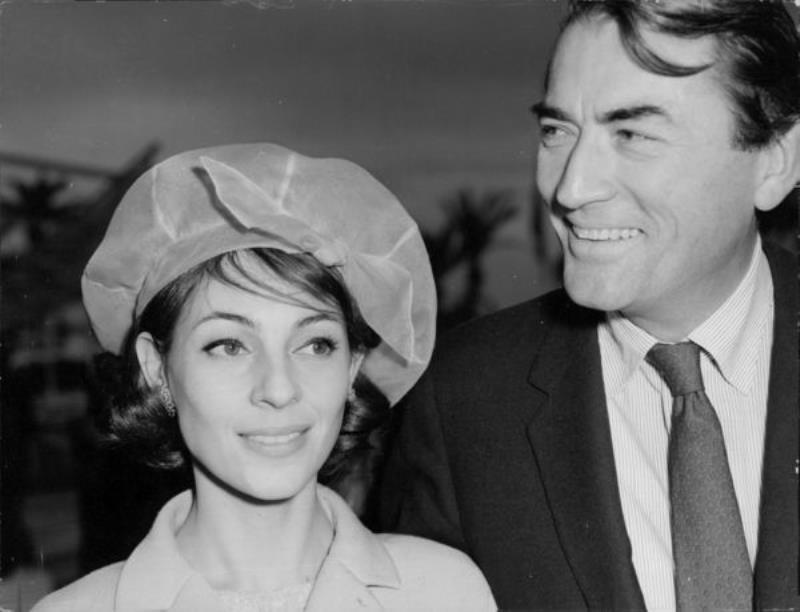
Пек с Вероник Пассани в 1959 году

В октябре 1942 года Грегори Пек связал себя узами брака с финкой Гретой Кукконен (1911—2008). Развод последовал 30 декабря 1955 года, однако супруги смогли сохранить тёплые дружеские отношения даже после разрыва. Грета родила Пеку троих сыновей: Джонатана (1944—1975), Стивена (род. 16.08.1946) и Кэри Пола (род. 1949). Старший сын актёра, телерепортёр, застрелился в 1975 году. Стивен Пек активно поддерживает ветеранов войны во Вьетнаме, имеет сына Итана (род. 1986). Кэри Пол Пек обладал политическими амбициями и дважды баллотировался в Конгресс США от штата Калифорния — впервые в 1978 году, во второй раз в 1980 году при активной поддержке отца и членов семьи, оба раза уступив победу представителю партии республиканцев Бобу Дорнану. Имеет сына Криса.
Во время первого брака у Пека был короткий роман с актрисой Ингрид Бергман. Он признался в этом Брэду Дарраху из журнала People в интервью 1987 года, сказав:
Я могу честно сказать, что любил её [Бергман], и думаю, что на этом я должен остановиться… Я был молод. Она была молода. К тому же, в течение нескольких недель мы тесно и напряжённо работали вместе.
На следующий день после развода с Гретой Кукконен, 31 декабря 1955 года, актёр женился на французской журналистке Вероник Пассани (1932—2012). Первая встреча Пассани и Пека состоялась в 1953 году и была сугубо деловой — она брала у него интервью перед отъездом актёра в Рим на съёмки «Римских каникул». Шестью месяцами позже Грегори Пек позвонил Пассани и пригласил на ланч. Встретившись снова, они не расставались до самой смерти актёра, прожив вместе 48 лет. В этом браке у Пека родились сын Энтони «Тони» (род. 24.10.1956) и дочь Сесилия (род. 01.05.1958). У Энтони есть сын Зак (род. 1991), а у Сесилии — сын Харпер (род. 1999) и дочь Ондина (род. 2002).

## Фильмография

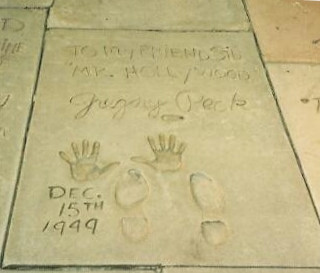
Отпечатки рук и ног Грегори Пека перед Китайским театром Граумана.

| Год  |   | Русское название                             | Оригинальное название           | Роль                                                      |
| ---- | - | -------------------------------------------- | ------------------------------- | --------------------------------------------------------- |
| 1944 | ф | Дни славы                                    | Days of Glory                   | Владимир                                                  |
| 1945 | ф | Ключи от царства небесного                   | Keys of the Kingdom             | отец Фрэнсис Чизхольм                                     |
| 1945 | ф | Долина решимости                             | Valley of Decision              | Пол Скотт                                                 |
| 1945 | ф | Заворожённый                                 | Spellbound                      | Джон Бэллантайн / доктор Энтони Эдвардс                   |
| 1946 | ф | Оленёнок                                     | Yearling                        | Эзра «Пенни» Бэкстер, отец Джоди                          |
| 1946 | ф | Дуэль под солнцем                            | Duel in the Sun                 | Льютон «Льют» Маккенлес                                   |
| 1947 | ф | Дело Парадайна                               | Paradine Case                   | Энтони Кин, адвокат                                       |
| 1947 | ф | Джентльменское соглашение                    | Gentleman’s Agreement           | Филип Шёйлер Грин                                         |
| 1947 | ф | Дело Макомбера                               | The Macomber Affair             | Роберт Уилсон                                             |
| 1948 | ф | Жёлтое небо                                  | Yellow Sky                      | Джеймс «Стрич» Доусон                                     |
| 1949 | ф | Вертикальный взлёт                           | Twelve O’Clock High             | бригадный генерал Фрэнк Сэвидж                            |
| 1949 | ф | Большой грешник                              | Great Sinner                    | Фёдор                                                     |
| 1950 | ф | Стрелок                                      | Gunfighter                      | Джимми Ринго                                              |
| 1951 | ф | Капитан Горацио Хорнблоуэр                   | Captain Horatio Hornblower R.N. | капитан Горацио Хорнблоуэр                                |
| 1951 | ф | Давид и Вирсавия                             | David and Bathsheba             | Царь Давид                                                |
| 1952 | ф | Снега Килиманджаро                           | Snows of Kilimanjaro            | Гарри Стрит                                               |
| 1952 | ф | Весь мир в его объятиях                      | World in His Arms               | Джонатан Кларк                                            |
| 1953 | ф | Банковский билет в миллион фунтов стерлингов | Million Pound Note              | Генри Адамс                                               |
| 1953 | ф | Римские каникулы                             | Roman Holidays                  | Джо Брэдли                                                |
| 1954 | ф | Ночные люди                                  | Night People                    | полковник Стив Ван Дайк                                   |
| 1954 | ф | Лиловая равнина                              | Purple Plain                    | командир эскадрильи Билл Форрестер                        |
| 1956 | ф | Моби Дик                                     | Moby Dick                       | капитан Ахав                                              |
| 1956 | ф | Человек в сером фланелевом костюме           | Man in the Gray Flannel Suit    | Том Рат                                                   |
| 1957 | ф | Создавая женщину                             | Designing Woman                 | Майк Хаген                                                |
| 1958 | ф | Большая страна                               | The Big Country                 | Джеймс Маккей / англ. James McKay                         |
| 1958 | ф | Бравадос                                     | Bravados                        | Джим Дугласс                                              |
| 1959 | ф | Возлюблённый язычник                         | Beloved Infidel                 | Фрэнсис Скотт Фицджеральд                                 |
| 1959 | ф | На берегу                                    | On the Beach                    | командир подводной лодки Дуайт Лайонел                    |
| 1959 | ф | Высота Порк Чоп Хилл                         | Pork Chop Hill                  | лейтенант Джо Клемонс                                     |
| 1961 | ф | Пушки острова Наварон                        | Guns of Navarone                | капитан Кит Мэллори                                       |
| 1962 | ф | Как был завоёван Запад                       | How the West Was Won            | Клив Ван Вейлен                                           |
| 1962 | ф | Мыс страха                                   | Cape Fear                       | Сэм Боуден                                                |
| 1962 | ф | Убить пересмешника                           | To Kill a Mockingbird           | Аттикус Финч                                              |
| 1963 | ф | Капитан Ньюмэн, доктор медицины              | Captain Newman, M.D.            | капитан Джозеф Ньюмен / англ. Capt. Josiah J. Newman, MD  |
| 1964 | ф | Узри коня бледного                           | Behold a Pale Horse             | Мануэль Артигес                                           |
| 1965 | ф | Мираж                                        | Mirage                          | Дэвид Стилуэлл                                            |
| 1966 | ф | Арабеска                                     | Arabesque                       | профессор Дэвид Поллок                                    |
| 1968 | ф | По следам луны                               | Stalking Moon                   | Сэм Варнер                                                |
| 1969 | ф | Золото Маккенны                              | Mackenna’s Gold                 | Маккенна                                                  |
| 1969 | ф | Председатель                                 | Chairman                        | Джон Хэтуэй                                               |
| 1969 | ф | Потерянные                                   | Marooned                        | Чарльз Кейт, директор программы пилотируемых полётов NASA |
| 1974 | ф | Билли-две шляпы                              | Billy Two Hats                  | Арч Динс                                                  |
| 1976 | ф | Омен                                         | Omen                            | посол Роберт Торн                                         |
| 1977 | ф | Макартур                                     | MacArthur                       | генерал Дуглас Макартур                                   |
| 1978 | ф | Мальчики из Бразилии                         | Boys from Brazil                | доктор Йозеф Менгеле                                      |
| 1980 | ф | Морские волки                                | Sea Wolves                      | полковник Льюис Гордон Пу                                 |
| 1982 | ф | Голубое и серое                              | Blue and the Gray               | Авраам Линкольн                                           |
| 1983 | ф | Алое и чёрное                                | Scarlet and the Black           | монсеньор Хью О’Флаэрти                                   |
| 1987 | ф | Удивительная Грейс и Чак                     | Amazing Grace and Chuck         | президент                                                 |
| 1989 | ф | Старый гринго                                | Old Gringo                      | Амброуз Бирс                                              |
| 1991 | ф | Мыс страха                                   | Cape Fear                       | адвокат Ли Хеллер                                         |
| 1991 | ф | Чужие деньги                                 | Other People’s Money            | Эндрю Йоргенсон / англ. Andrew Jorgenson                  |
| 1998 | ф | Моби Дик (ТВ)                                | Moby Dick                       | отец Мэпл                                                 |